# Едвард Гаке
Едвард Гаке (1579 р.) — англійський сатирик, здобув освіту в Джона Гопкінса, співавтора метричної версії Псалмів.

## Життєпис
Він жив у Лондоні. У 1585 і 1586 роках був мером Нью-Віндзора, а в 1588 році представляв Віндзор у парламенті Chisholm, Hugh, ed. (1911).
Його захищав граф Лестер, політика якого полягала в тому, щоб підтримувати пуританську партію, і який, безсумнівно, знайшов цінного союзника в особі такого енергійного сатирика помилок у духовних установах, як Гаке. Остання робота Гаке була опублікована в 1604 році.